# The Last Ship (seizoen 5)
Dit artikel vat het vijfde seizoen van The Last Ship samen. Dit seizoen liep van 9 september 2018 tot en met 11 november 2018 en bevatte tien afleveringen.

## Rolverdeling

### Hoofdrolspelers
- Eric Dane – als Commandant Tom Chandler
- Adam Baldwin – als tweede commandant Mike Slattery
- Charles Parnell – als hoofdmatroos Russell "Russ" Jeter
- Kevin Michael Martin – als matroos Miller
- Travis Van Winkle – als luitenant Danny Green
- Marissa Neitling – als luitenant Kara Foster
- Jocko Sims – als luitenant Carlton Burk
- Michael Curran-Dorsano – als luitenant John "Gator" Mejia
- Christina Elmore – als luitenant Alisha Granderson
- Jodie Turner-Smith - sergeant Azima Kandie
- Ben Cho – als brandweerman Carl Nishioka
- Bren Foster – als hoofd officier Wolf "Wolf-Man" Taylor
- Emerson Brooks - kapitein Joseph Meylan
- Bridget Regan - Sasha Cooper
- Troy Doherty - Clayton Swain
- April Parker Jones - generaal Anita DuFine
- Maiara Walsh - Mia Valdez
- Cindy Luna - Conchita Barros
- Maurice Compte - Gustavo Barros
- Caitlin Gerard - Kelsi

### Terugkerende rollen
- Adam Irigoyen - Ray
- Maximiliano Hernández – als hoofd ziekenboeg "Doc" Rios
- Cameron Fuller - Wright
- Nicole Pettis - OOD LTJG Stewart
- Thomas Calabro - generaal Don Kincaid
- Rigo Sanchez - Hector Martinez
- Karibel Rodriguez - Ella Ruiz
- Steven Culp - president Joshua Reiss
- Brooke Langton - luitenant Maddie Rawlings
- Henderson Wade - kapitein Utt
- J. Mallory McCree - marine dokter
- Eddie Arrazola - sergeant Barco
- David Gridley - Henry Bell
- Dinora Walcott - Tina 'Slider' Almas
- Jose Pablo Cantillo - Octavio
- Arturo Del Puerto - Armando Maza
- Manuel Uriza - Eduardo Fuentes
- Anthony Gonzalez - Simon Barros
- Michelle Kim - Kitty 'Stinger' Wallace
- Cory Walls - korporaal Toone
- Jamie Gray Hyder - Nina Garside
- Leo Oliva - Pena
- Jason Jin - korporaal Tattersall

## Afleveringen
| Nr. | Aflevering | Titel            | Regisseur    | Schrijver(s)                          | Selectie gastrollen | Uitzenddatum      |  |
| --- | ---------- | ---------------- | ------------ | ------------------------------------- | --- | ----------------- |  |
| 47 | 1          | Casus Belli      | Paul Holahan | Steven Kane                           | Fay Masterson - Andrea Garnett Isaac J. Cruz - Marco Angelo Pagán - Fernando Asturius                                             | 9 september 2018  |  |
| Drie jaar na de wereldwijde epidemie, wil Amerika zijn nieuwe marine onthullen aan de wereld. Maar dit wordt al snel overschaduwd door een nieuwe dreiging, en de bemanning van de Nathan James gaat het gevecht aan om een nieuwe wereldoorlog te voorkomen.                                                          |            |                  |              |                                       | |                   |  |
| 48 | 2          | Fog of War       | Jann Turner  | Jill Blankenship                      | Isaac J. Cruz - Marco Ivo Nandi - kolonel Perez Hector Hugo - Juan Ortega Brandon Barash - Pablo                                  | 16 september 2018 |  |
| Na de luchtaanval van Tavo op de marinevloot, discussiëren Chandler en zijn bevelvoerders over hoe te reageren. Danny Green en zijn groep ontmoeten een rebelleider, en de Nathan James wordt gedwongen een kat en muis spel te spelen met een onzichtbare vijandelijke boot zonder een navigator en te weinig wapens. |            |                  |              |                                       | |                   |  |
| 49 | 3          | El Puente        | Bill Roe     | Mark Malone                           | Ivo Nandi - kolonel Perez Gary Perez - kapitein Luis Aguilar Alexis DeLaRosa - Tom                                                | 23 september 2018 |  |
| De vijandelijke troepen zetten koers naar het noorden, en nu wordt de Nathan James gedwongen hulp te zoeken bij hun vijand in Cuba en Mexico. Green en de Panamese rebels willen een brug opblazen om zo de vijand af te remmen.                                                                                       |            |                  |              |                                       | |                   |  |
| 50 | 4          | Tropic of Cancer | Bud Kremp    | Katie Swain                           | Jacqueline Obradors - dokter Gary Perez - kapitein Luis Aguilar Alexis DeLaRosa - Tom Christopher Benitez - verpleegster          | 30 september 2018 |  |
| Samen met de Mexicaanse en Cubaanse strijdkrachten probeert de Nathan James een doorgang te forceren door de vijandelijke linies. Luitenant Alisha Granderson ontdekt de bron van het oprukkende virus. |            |                  |              |                                       | |                   |  |
| 51 | 5          | Warriors         | Peter Weller | Jill Blankenship Onalee Hunter Hughes | Geoffrey Rivas - Montano Katharine Leonard - Charlene Abbot Bailey Noble - Courtney Abbot Josh Clark - majoor Terry Ebbert        | 7 oktober 2018    |  |
| De bemanning van de Nathan James ondergaan een riskante missie om zo de strateeg van Tavo te overmeesteren, om zo hopelijk de impasse tussen Amerika en Colombia te doorbreken. |            |                  |              |                                       | |                   |  |
| 52 | 6          | Air Drop         | Paul Holahan | Ira Parker                            | Jamie Gray Hyder - Nina Garside Sprague Grayden - Elli Maurice Compte - Gustavo Barros                                            | 14 oktober 2018   |  |
| Amerikaanse militairen voeren een riskante operatie uit door wapens naar de Cubaanse rebellen te verschepen. Dit gaat al snel fout wanneer een vliegtuig met wapens wordt neergeschoten. Tavo wordt slachtoffer van zijn paranoia ideeën.                                                                              |            |                  |              |                                       | |                   |  |
| 53 | 7          | Somos la Sangre  | Peter Weller | Hiram Martinez                        | Sprague Grayden - Elli Jesse Garcia - Michael / Manuelito Eva Ariel Binder - Maria Elena Plasencia Liannet Borrego - Amara Olanta | 21 oktober 2018   |  |
| De Nathan James en de Cubaanse rebellen ondervinden hevige weerstand wanneer zij samen een vijandige kamp aanvallen. Ondertussen wordt Kelsi opgeroepen om sabotage te plegen op de Amerikaanse strijdkracht. |            |                  |              |                                       | |                   |  |
| 54 | 8          | Honor            | Paul Holahan | Onalee Hunter Hughes                  | Jesse Garcia - Manuel Plasencia Liannet Borrego - Amara Olanta Andrew Guerrero - Alvarez Dayana Rincon - Carmen Zuniga            | 28 oktober 2018   |  |
| Chandler en zijn bemanning moeten snel een plan bedenken, wanneer Tavo de controle heeft bemachtigd over de Zuidelijke Amerikaanse troepen. Bij deze overname zijn Mike Slattery, Joseph Meylan en de President gijzelaars geworden.                                                                                   |            |                  |              |                                       | |                   |  |
| 55 | 9          | Courage          | Peter Weller | Mark Malone Katie Swain               | Caleb Moody - kolonel Zotti Max Bojorquez - bewaker 1 Nico Correa - bewaker 2 Vince Lozano - Felipe                               | 4 november 2018   |  |
| Wanneer de invasie van Colombia bezig is moet de Nathan James vijandelijke boten ontwijken, en een veilige plek zoeken waar zij kunnen aanmeren. Ondertussen bereiden de generaals van Tavo een staatsgreep voor |            |                  |              |                                       | |                   |  |
| 56 | 10         | Commitment       | Steven Kane  | Steven Kane                           | Caleb Moody - kolonel Zotti Emerson Brooks - Meylan Fay Masterson - Andrea Garnett Ness Bautista - Cruz                           | 11 november 2018  |  |
| De Amerikaanse strijdkrachten zijn begonnen aan de invasie in Colombia, en het team van Vulture zijn op weg om Tavo te overmeesteren. De Nathan James is ondertussen bezig met een gevecht met het oorlogsschip van Tavo. Deze slag moeten zij winnen om zo de wereldvrede veilig te stellen.                          |            |                  |              |                                       | |                   |  |